# Scribblenauts Unmasked: A DC Comics Adventure
Scribblenauts Unmasked: A DC Comics Adventure è un videogioco per Nintendo Wii U, Nintendo 3DS e Microsoft Windows, sviluppato dalla 5th Cell e pubblicato dalla Warner Bros. È il quarto capitolo della serie Scribblenauts.

## Trama
Maxwell e Lily sono entrambi appassionati di fumetti, ma litigano su quale dei loro personaggi preferiti sia il più forte. Allora entrambi utilizzano i loro oggetti magici (Maxwell un quaderno in grado di creare qualsiasi cosa su cui ci scriva e Lily un globo che la teletrasportasse ovunque nel mondo) per materializzarsi su Gotham City. E qui inizia la loro avventura. Quando sono precipitati nel mondo dei fumetti il globo di Lily si danneggiò e gli stariti (piccole stelle magiche) che gli davano potere sono volate via. I due incontreranno Batman che li ferma con l'accusa che Maxwell è stato avvistato in compagnia del Joker. Dopo un inizio un po' teso i tre si conoscono meglio e i ragazzi chiedono aiuto per ritornare a casa e l'unico modo per farlo è recuperare gli stariti, che sparsi come sono possono essere davvero pericolosi in mani sbagliate. Batman decide di aiutarli, ma dopo aver dato una lezione al Joker e... Doppelganger, la copia negativa di Maxwell. Ma come ci sarà finito lì? Doppelganger aiuta Joker coi suoi poteri di creare qualsiasi cosa a battersi contro il cavaliere oscuro, ma verranno entrambi sconfitti e i due si teletrasportano misteriosamente senza l'ausilio del globo.
Prendendo base alla Batcaverna i nostri si organizzano per recuperare gli stariti e fermare Doppelganger che a quanto pare aiuta tutti i nemici dei supereroi. Maxwell parte per l'avventura e Lily lo assiste dalla Batcaverna attraverso un comunicatore. Lanciandosi all'avventura, Maxwell aiuta i vari eroi del mondo dei fumetti a battere gli avversari assistiti dal suo doppio malvagio:
- A Metropolis assiste Superman ad un duro scontro con Lex Luthor trasformato in kryptoniano da Doppelganger. Recupererà lo starite nella cassaforte di piombo del cattivo.
- Su Oa partecipa alla battaglia tra il Corpo delle Lanterne Verdi e i Sinestro Corps. Durante lo scontro tra la Lanterna Verde Hal Jordan e la Lanterna Gialla Sinestro interferisce l'Agente Arancione Larfleeze, che si impossessa dello starite per mangiarlo. Dopo averglielo impedito i nemici si ritirano davanti all'avanzata delle Lanterne Verdi assistite da quelle Blu.
- Alla magione di Bruce Wayne, durante una festa, Ra's al Ghul infiltra i suoi assassini sotto mentite spoglie per cercare lo starite dentro un pozzo, ma Batman e Maxwell li caccerà via.
- Visitando la Fortezza della solitudine di Superman in Artide ad impedire con non poca difficoltà che il Generale Zod fugga dalla sua prigionia dalla Zona fantasma. Superman troverà lo starite dentro essa quando ci finì dentro.
- A Central City partecipa ad una gara di corsa alla cavallina con Flash contro il Professor Zoom e Doppelganger. Premio in palio, uno starite trovato per caso da Booster Gold (che fa da arbitro). Nonostante le scorrettezze, gli avversari compiono un errore e gli eroi vincono la gara.
- Partirà alla volta della Luna alla Torre di Guardia della Justice League of America per aiutare Cyborg a cacciare Doppelganger e Deathstroke, venuti a recuperare lo starite all'interno della cella di Amazo, liberandolo ma non potendolo recuperare per via della pericolosità dell'androide gigante.
- Nel manicomio di Harkam metterà alla prova la sua sanità mentale davanti alle allucinazioni provocate dal gas della paura di Spaventapasseri, ma con l'aiuto di sua sorella e di Batgirl rinsavirà e recupererà lo starite.
- Negli abissi di Atlantide salverà Aquaman da suo fratello Orm, alias Ocean Master, che l'ha buttato dentro una fossa oceanica. Da lì gli eroi recuperano lo starite.
- A Themyscira assisterà allo scontro in arena tra Wonder Woman e Cheetah, che per l'occasione si trasforma in varie creature mitologiche.
- Infine alla abbandonata casa dei divertimenti del Joker dovrà frugare tra vecchie scenografie prima di Harley Quinn e Poison Ivy, sconfiggendole.

Durante l'avventura scoprirà che a questi attacchi e tentativi di recupero degli starite ci sta qualcuno dietro le quinte a muovere le fila. Recuperate abbastanza starite, Maxwell, Lily e tutti i supereroi sopra citati si riuniscono alla Sala della Giustizia della Torre di Guradia. Lì Cyborg affermerà di aver scoperto un segnale proveniente da un luogo a loro noto, al vecchio satellite della Injustice Gang, dove possa trovarsi l'ultimo starite. Con il globo Lily teletrasporta tutti sul posto, ma sorpresa scopriranno di essere finiti in una trappola, con le nemesi degli eroi lì presenti, con Cyborg malfunzionante e per giunta su un'astronave sconosciuta. Battendo definitivamente tutti gli avversari, i nostri scopriranno di essere nel rifugio di Brainiac. Infatti è lui a capo di questo caos, desideroso del potere degli starite per trasportare tutti i Brainiac dei 52 Universi e distruggere il multiverso per una loro idea di perfezione unica: Brainiac stesso; per far questo ha fatto manomettere Cyborg durante la visita di Deathstroke e Doppelganger per indirizzare tutti lì. Rubando il globo a Lily lo completerà e userà la magia per far sparire tutti quanti tranne Maxwell e Lily. Doppelganger intanto è confuso, tutto quello che vuole è solo amicizia ed è incerto di cosa fare. Allora Maxwell gli crea una replica di sua sorella, una Replilily per non farlo sentire solo. Così Doppelganger tradirà Brainiac e lo attacca. Maxwell ripara Cyborg e questo prima di sparire gli rivelerà che Brainiac non può trasportare altre cose di altri universi. Maxwell, usando allora le varie versioni degli eroi di altri universi e realtà, riuscirà a battere i Brainiac.
Tornati tutti alla Torre di Guardia e dopo essere stato curato, Doppelganger si dichiara dispiaciuto per quanto ha fatto, ma assieme alla sua nuova gemella Replilily sistemerà tutte le cose. Maxwell e Lily possono così ritornare a casa.

## Modalità di gioco
Come nei precedente capitolo, il gioco offre la possibilità di creare oggetti o aggiungere aggettivi mediante parole digitabili attraverso la tastiera (tranne volgarità o parole coperte da copyright). Col mouse si possono far compiere varie azioni ai personaggi e agli oggetti. Le creazioni possono essere eliminate per mezzo di un cestino. Vi è la possibilità di creare i propri oggetti.
Novità del gioco è di raccogliere stavolta un numero limitato di starite, legate alla storia principale. Innumerevoli sono invece le missioni secondarie di ogni scenario, che cambiano continuamente. Ogni volta che Maxwell risolve un problema guadagna dei punti Reputazione da Eroe utilizzabili per sbloccare costumi o scenari. Nel gioco è stata inserita anche la penalità sul riutilizzo di parole già composte in precedenza, che faranno guadagnare ai giocatori meno punti Reputazione se ridigitate. Mister Mxyzptlk sfida i giocatori a risolvere le loro missioni aggiungendo delle difficoltà facoltative (ad esempio i personaggi di uno scenario perdono la testa e sono aggressivi coi giocatori, è proibito l'uso di parole che non siano animali o aggettivi o personaggi DC ecc.).
Disponibile il Batcomputer, dove è possibile selezionare tutti i personaggi, gli oggetti e i costumi da sbloccare dell'Universo DC.
Nel gioco si possono sbloccare le genesi degli eroi principali: Batman, Wonder Woman, Superman, Aquaman, Green Lantern Hal Jordan e Flash

## Personaggi del gioco
- Maxwell: il protagonista maschile, teletrasportato per sbaglio nel mondo dei fumetti. Possiede un quaderno magico con cui è in grado di creare qualsiasi cosa ci scriva sopra (oggetti animali persone e anche aggettivi). Sarà lui a collaborare assieme agli Eroi in campo per impedire ai supercattivi di prendere le Starite per i loro piani malvagi.
- Lily: la sorella di Maxwell, anche lei teletrasportata nel mondo dei fumetti. Possiedo un globo magico che le permette di teletrasportarsi ovunque nel modo, ma durante il viaggio verso il mondo dei fumetti si danneggia e l'unico modo per rimetterlo a posto è trovare gli Starite. Lily assisterà suo fratello attraverso un comunicatore dalla Batcaverna, dandogli suggerimenti, per poi raggiungerlo nel livello finale.
- Doppelganger (Evil Maxwell): il clone di Maxwell, creata da lui per sbaglio durante il teletrasporto. Aiuta i cattivi credendoli suoi amici, usando gli stessi poteri di Maxwell senza il blocco da disegno, per prendere gli Starite, che in cattive mani sono troppo potenti e pericolosi.
- Replylily: il clone di Lily, verrà creato alla fine da Maxwell per poter far sentire meno solo Doppelganger, che si convertirà alla fine dalla loro parte per sconfiggere Brainiac.
- Eroi della storia/genesi coinvolti: Batman/Bruce Wayne, Commissioner James Gordon, Alfred Pennyworth, Superman, Lois Lane, Jimmy Olsen, Hal Jordan con Green e Blue Lantern Corps, Flash, Booster Gold, XS, Kid Flash II, Iris West, Cyborg, Batgirl, Wonder Woman, Robin, Thomas Wayne, Martha Wayne, Jor-El, Lara Lor-Van, Dr Shin, Abin Sur, Blue Lantern, Indigo-One, Barry Allen's Father
- Cattivi della storia/genesi coinvolti: Deadshot, Mr Zsasz, Joker/Red Hood Joker, Metallo, Lex Luthor, Silver Banshee, Livewire, Sinestro con Sinestro Corps, Larfleeze, Ra's al Ghul con la Lega degli assassini, David Cain, Merlyn, Lady Shiva, General Zod, Doomsday, Anti-Monitor, Darkseid, Zoom, Deathstroke, Amazo, Scarecrow, Ocean Master, Cheetah, Harley Quinn, Poison Ivy, Brainiac, Scar, Nekron, Black Hand, Carol Ferris, Atrocitus

Nel videogioco vi sono inoltre 2 050 soggetti tratti dai fumetti DC Comics, tra cui personaggi (incluse le loro versioni e team) e oggetti, disponibili attraverso il Batcomputer.